# Äsmyren
Äsmyren este o arie protejată (arie specială de conservare — SAC, sit de importanță comunitară — SCI) din Suedia întinsă pe o suprafață de 14,3 ha, integral pe uscat.

## Localizare
Centrul sitului Äsmyren este situat la coordonatele 63°23′17″N 14°34′16″E / 63.3881°N 14.5711°E.

## Înființare
Situl Äsmyren a fost declarat sit de importanță comunitară în decembrie 1998 pentru a proteja 2 specii de plante. Situl a fost protejat și ca arie specială de conservare în martie 2011.

## Biodiversitate
Situată în ecoregiunea boreală, aria protejată conține 3 habitate naturale: Taiga vestică, Izvoare fino-scandinave și mlaștini produse de izvoare bogate în minerale, Mlaștini alcaline.
La baza desemnării sitului se află mai multe specii protejate de  plante (2): Hamatocaulis vernicosus, ochii-șoricelului (Saxifraga hirculus).